# Rafael Cavestany Anduaga
 Rafael Cavestany y de Anduaga  (* 27. Oktober 1902 in Madrid; † 17. Juli 1958) war ein spanischer Agronom und Politiker der Falange.
Vom 18. Juli 1951 bis 26. Februar 1957 war er spanischer Landwirtschaftsminister.

## Auszeichnungen
- 1955: Großkreuz des Verdienstordens der Bundesrepublik Deutschland
- 1957: Medalla de Oro de la provincia de Segovia
- 1957: Großkreuz des Ordens Karls III.